# 海月火玉
海月火玉（日语：／)，又稱水母火球、水母火（日语：／），是日本石川縣的妖怪之一。它是一種鬼火，據說會在海邊飛來飛去。名字見於江戶時代的怪談集《三州怪談》。

## 概要
海月在日文中可指水母，玉則是指球狀物體。據傳這是在元文年間的加賀國（現在的石川県）中出現的火球。一名武士經過全昌寺時，火球隨著暖風吹過去武士身邊，武士揮刀砍它，火球一分為二，一種紅色半透明的物質黏在武士的臉上，觸感如同膠水和松脂般黏糊，可以透過它看東西 。武士拜訪土地上的老人，老人說：「這是乘著風飄來的水母。」